# Andrzej Stockinger

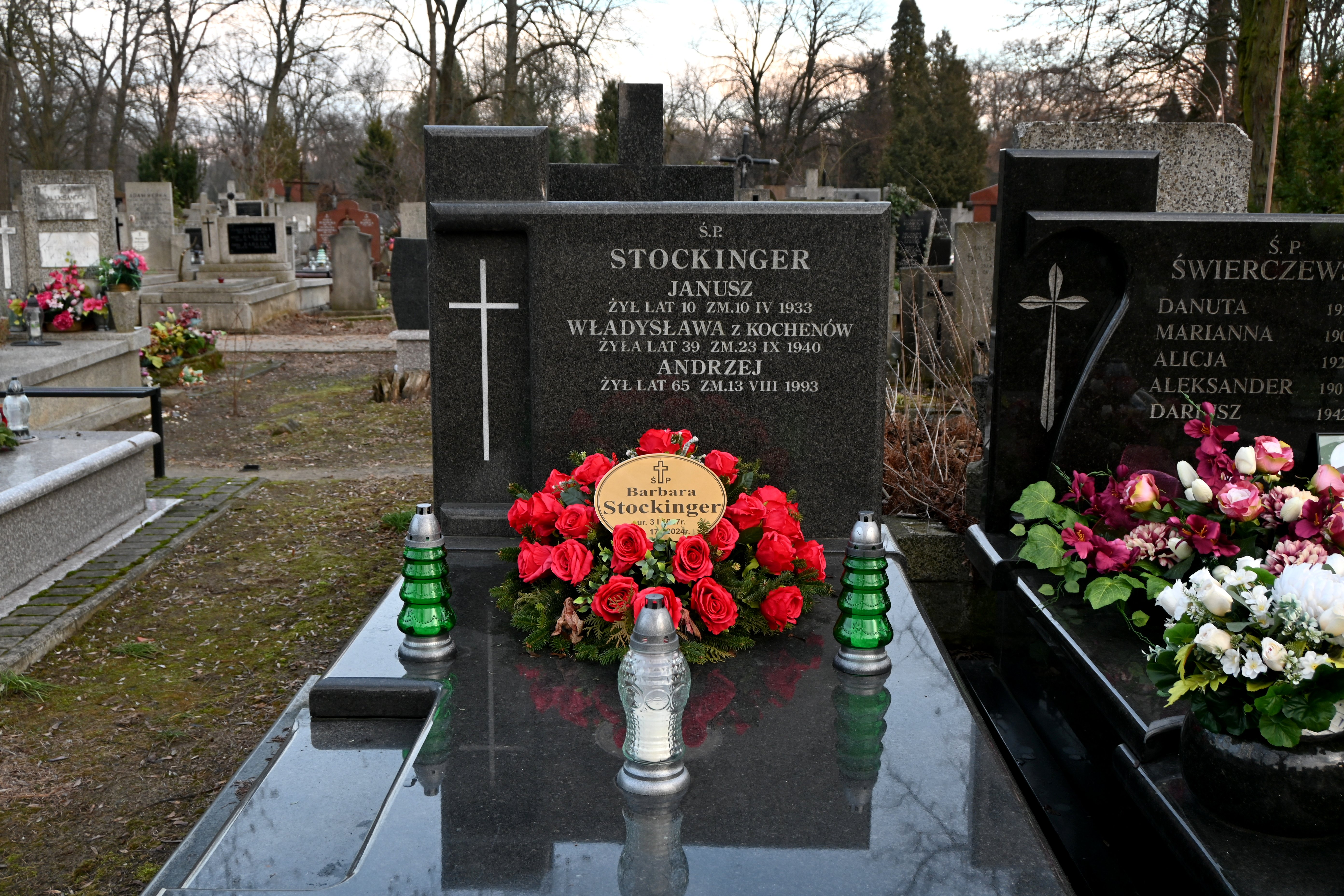
Grób Andrzeja Stockingera i Barbary Barskiej na cmentarzu Bródnowskim w Warszawie

Andrzej Stockinger (ur. 27 lutego 1928 w Warszawie, zm. 13 sierpnia 1993 tamże) – polski aktor i piosenkarz.

## Życiorys
W czasie II wojny światowej był więźniem obozu koncentracyjnego Stutthof. Po wojnie rozpoczął studia na Wydziale Lekarskim Uniwersytetu Marii Curie-Skłodowskiej w Lublinie. W 1949 przerwał studia medyczne i zaangażował się do chóru lubelskiego Teatru Muzycznego. 22 listopada tego roku zadebiutował w roli Literata w spektaklu Romans z wodewilu Władysława Krzemińskiego (w reż. Kazimierza Dembowskiego) na scenie Teatru Muzycznego w Lublinie. W 1960 zdał aktorski egzamin eksternistyczny.
Występował na deskach scen warszawskich: Teatru Domu Wojska Polskiego (1950−1951), Estrady Stołecznej (1951−1955) Teatru Buffo (1956−1958), Teatru Syrena (1958−1964), Teatru Komedia (1964−1973), Teatru Rozmaitości (1973−1979) oraz Teatru Współczesnego (1979−1990).
Śpiewał w zespole muzycznym Czwórka Szacha. Występował w kabarecie Jerzego Dobrowolskiego „Owca”.
Był znany z wykonania piosenki Zła zima na podstawie wiersza Marii Konopnickiej. Często występował na Festiwalu Piosenki Żołnierskiej w Kołobrzegu. Występował na Festiwalu Piosenki Radzieckiej w Zielonej Górze.
Zmarł 13 sierpnia 1993 w Warszawie i został pochowany na cmentarzu Bródnowskim (kwatera 38 H-4-6).

## Życie prywatne
Był mężem piosenkarki Barbary Gospodarczyk (ps. Barska) (znanej z zespołu Siostry Triola), ojcem Tomasza Stockingera, również aktora, i Katarzyny, śpiewaczki operetki, a także dziadkiem prezentera telewizyjnego Roberta Stockingera.

## Filmografia (wybór)
- Piekło i niebo (1966) − rycerz w czyśćcu
- Wojna domowa (serial telewizyjny) (1966) − sąsiad Nowak (odc. 9. Dzień matki)
- 40-latek (serial telewizyjny) (1974−1976) − pan Stasiek, sąsiad Karwowskich, ojciec Zosi:

● odc. 7. Judym czyli czyn społeczny,
● odc. 11. Cudze nieszczęście czyli świadek obrony
● odc. 16. Gdzie byłaś czyli Szekspir
- Pasja (1977) − przewodniczący zebrania w Wieliczce
- Życie na gorąco (serial telewizyjny) (1978) − „profesor” Mamrock, kierownik amerykańskiej ekspedycji w Tupanace (odc. 6. Tupanaca)
- Królowa Bona (serial telewizyjny) (1980) − Jan Zaremba, wojewoda kaliski, ojciec Anny (odc. 2.)
- Miś (1981) − palacz w kotłowni-melinie
- Na odsiecz Wiedniowi (1983) − hrabia Waldstein, poseł Cesarstwa
- Złe dobrego początki...  (1983) − Alfred Jodlarski
- Lata dwudzieste... lata trzydzieste... (1984) − dyrektor „Kaskady”
- Cień już niedaleko (1984) − Kostek, uczestnik spotkania
- Lawa (1989) − hrabia w „Salonie Warszawskim”

## Odznaczenia i nagrody
- Złoty Krzyż Zasługi (1970)
- Odznaka 1000-lecia Państwa Polskiego (1967)
- Odznaka Honorowa „Zasłużony Działacz Kultury” (1976)
- Nagroda Przewodniczącego Komitetu do Spraw Radia i Telewizji za wybitną współpracę artystyczną z TVP (1979)